# Fährtenarbeit

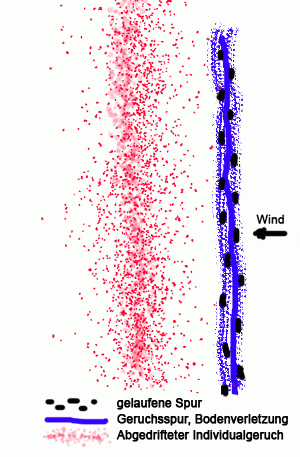
Bei der Fährtenarbeit folgt der Hund der Spur, die durch die Bodenverletzungen beim Gehen entsteht und nicht dem Individualgeruch wie beim Mantrailing. Die Geruchspartikel des Individualgeruchs werden oft vom Wind abgedriftet und sind neben der „mechanischen“ Spur zu finden.

Fährtenarbeit ist ein Begriff aus dem Hundewesen. Der Hund sucht mit Hilfe seiner Nase eine Fährte ab, weshalb auch der Begriff Nasenarbeit dafür gebraucht wird.

## Grundlagen und Prinzip
Der Hund als Nasenspezialist wurde schon früh von den Menschen zur Suche eingesetzt. Die Anzahl der Riechzellen ist um ein Vielfaches höher als beim Menschen (dazu Haushund, Geruchssinn).
Es gibt in Bezug auf die Aufnahme einer Spur zwei unterschiedliche Ausbildungen:
- Mantrailing – der Hund nimmt die tatsächliche Geruchsspur des Menschen auf.
- Fährtenarbeit funktioniert über die Düfte der mechanischen Bodenverletzung.

Während die beim Mantrailing verfolgte Duftspur vom Wind abgedriftet wird und so neben der mechanischen Spur liegt, folgt der Hund bei der Fährtenarbeit dem Geruch der mechanischen Spur.
Das Geruchsbild entsteht durch:
- beschädigte Erdoberfläche,
- zertretene Pflanzen,
- Kleinstlebewesen.

Für polizeilich geführte Fährtenhunde bildet der Individualgeruch des „Fährtenlegers“ (im Einsatzfall des Täters) den Leitgeruch, also den Geruch, der die Suchrichtung bestimmt. Dabei orientiert der Hund sich an einem komplexen Duftbild, das das Geruchsbild der mechanischen Spur beinhaltet.
Im Gegensatz zur Duftspur, die unter guten Bedingungen Wochen erhalten bleiben kann und wirklich dem Individuum zugeordnet werden kann, lässt sich die mechanische Spur oft nur für relativ kurze Zeit (einige Stunden) verfolgen. Kreuzende andere Spuren können zur Irritation führen, da sie aus den gleichen Duftkomponenten bestehen. Schon ein Regenschauer kann dazu führen, dass die Spur nicht mehr aufgenommen und verfolgt werden kann.
Fährtenarbeit wird hauptsächlich als Sport betrieben. Bei der Suche nach vermissten Personen ist dies meist untauglich. Hunde folgen von Natur her eher der Duftspur und müssen für die Fährtenarbeit gezielt ausgebildet werden.

## Fährtenarbeit im Hundesport

### Beschreibung
Beim Fährtensport wird von einem Fährtenleger  die Fährte als Spur (auf Wiese, Acker) gelegt. Dabei legt er auf der Fährte Gegenstände (Kunststoff, Holz, Leder, 5/1/0,5 cm) ab, die der Hund bei der Ausarbeitung (dem Absuchen) entweder zu verweisen (passiv anzuzeigen) oder aufzunehmen hat. Der Hundeführer folgt dem Hund beim Fährten mit zehn Metern Abstand, dabei kann eine Leine genutzt werden. Je nach Ausbildungsstand des Hundes wird die Fährte vom Hund eine bestimmte Zeit (20 Minuten bis drei Stunden) nach der Fährtenlegung ausgearbeitet.
Unterschieden wird zwischen Eigenfährte und Fremdfährte. Die Eigenfährte wird vom Hundeführer gelegt, der sie folglich kennt. Fremdfährte wird von einem Fährtenleger gelegt und ist dem Hundeführer nicht bekannt.

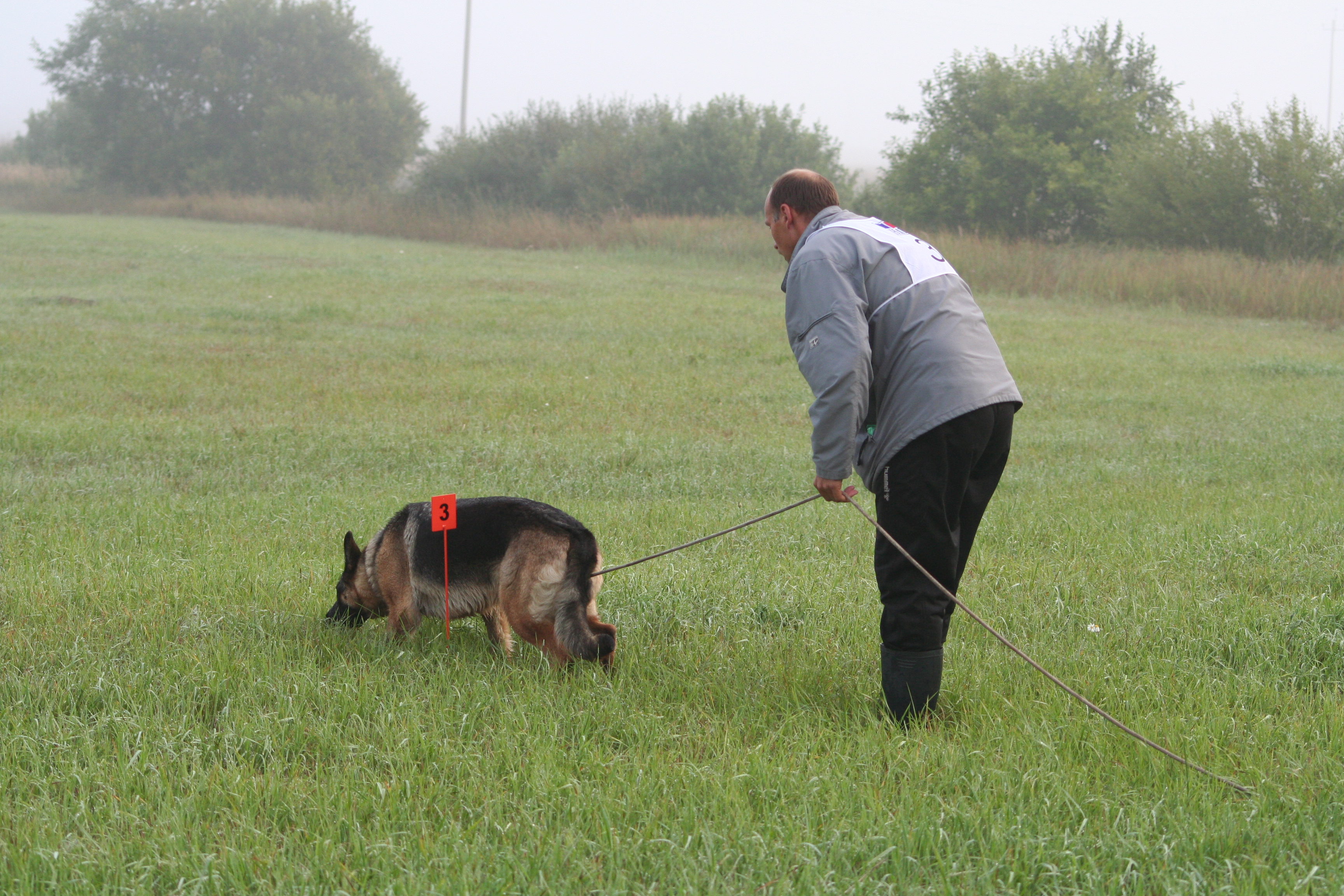
Aufnahme der Fährte am Abgang

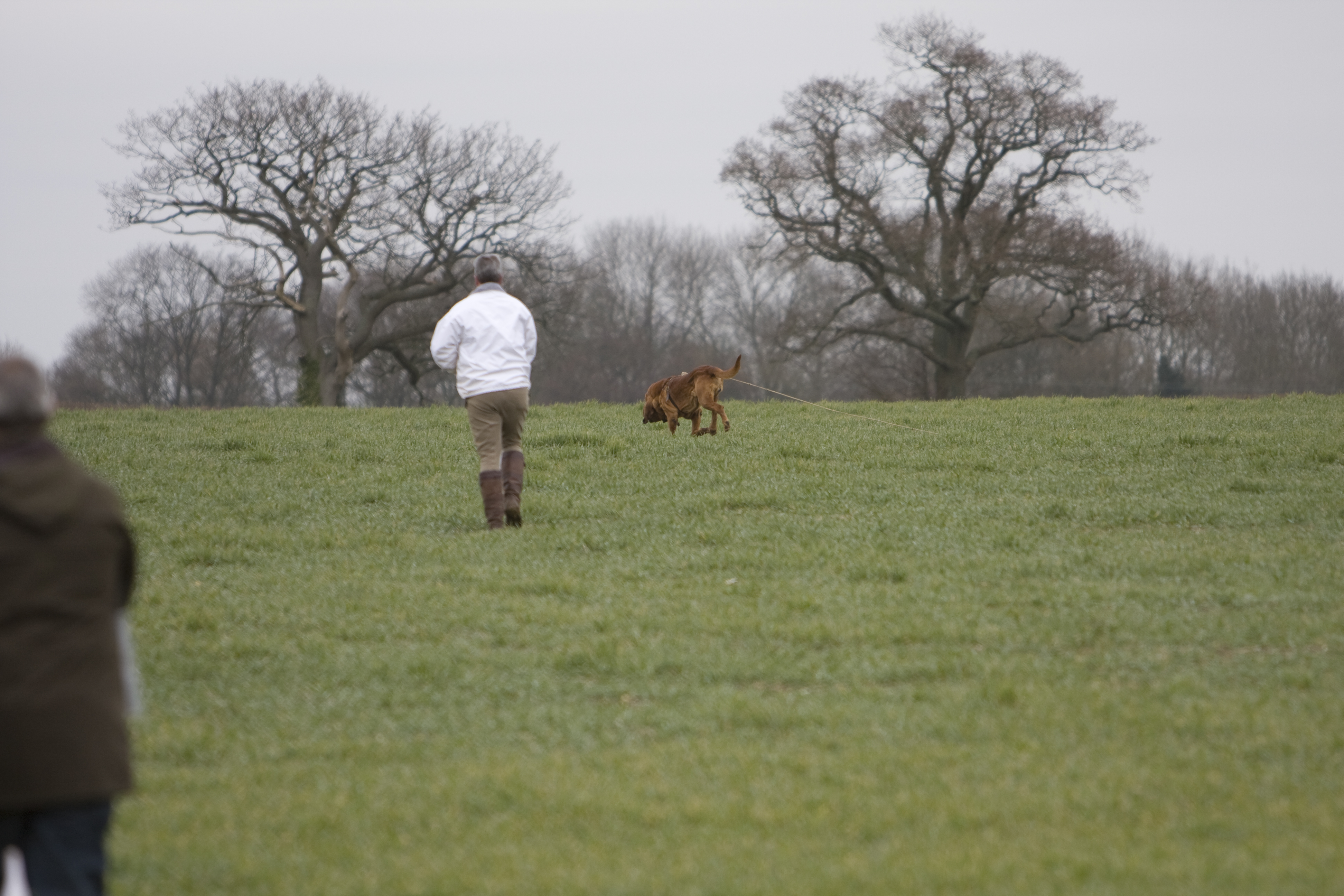
Fährtenhund bei einer Meisterschaft

Eine Fährte im Gebrauchshundesport besteht aus mehreren geradlinigen oder bogenförmigen Abschnitten, den Schenkeln, sowie verschiedenen Winkeln zwischen diesen. Der Beginn einer Fährte heißt Abgang und wird durch einen Abgangsstab gekennzeichnet.

### Ausbildung
Zur Ausbildung im Bereich Gebrauchshund gehört, dass der Hund eine Fährte lesen und verfolgen kann. Diese Fähigkeit wird je nach Leistungsstufe unterschiedlich geprüft. Die Ausbildung sollte breit angelegt sein, in unterschiedlichen Geländen und mit verschiedenen Erdoberflächen. Besonders zu Anfang sollten diese Flächen vorher nicht allzu oft betreten worden sein, Wiesen mit hohem Gras sollten gemieden werden. Der Hund soll sich mit der Nase orientieren und nicht mit den Augen.
Zum Beginn der Ausbildung sollte der Hund schon 20 Minuten nach dem Legen der Fährte die Spur aufnehmen, für die Fährtenhundeprüfung 1 und 2 ist die Fährte dann drei Stunden alt. Je nach Ausbildungsstand werden unterschiedlich viele Richtungswechsel eingebaut. Mit den höheren Prüfungen kommen auch Verleitungsfährten dazu. Ein zweiter Fährtenleger legt eine Fährte, die die ursprüngliche Fährte kreuzt. Der Hund muss beim Suchen auf der ursprünglichen Fährte bleiben.

### Gewünschtes Suchverhalten
Folgendes Suchverhalten ist bei Sporthunden erwünscht:
- intensives und ruhiges Aufnehmen der Witterung am Ansatz mit tiefer Nase,
- der Hund folgt mit tiefer Nase, in gleichmäßigem Tempo, intensiv dem Fährtenverlauf,
- positives Suchverhalten,
- sicheres Ausarbeiten der Winkel,
- sofortige Reaktion am Gegenstand (Aufnehmen oder Verweisen),
- selbständige Arbeit ohne Einwirkung des Hundeführers wie Aufmunterungen oder Leinenkorrekturen.

Zur Überprüfung des Ausbildungserfolgs absolvieren die Hunde die Fährtenprüfungen, für Jagdhunde gibt es spezielle Fährtenprüfungen.

### Leistungsbewertung bei Fährtenhunden

Fährtenkreuz

Man kann die Leistungen von Fährtenhunden in drei Kategorien einteilen:
- fährtenfest: der Hund nimmt die Fährte auf und folgt dieser, weicht aber auf Verleitungen ab
- fährtensicher: der Hund nimmt die Fährte auf, ignoriert dabei jüngere und ältere Verleitungen
- fährtenrein: der Hund nimmt die Fährte auf und folgt dieser, ignoriert dabei sämtliche Verleitungen.[2]

Ob ein Hund fährtenrein ist, lässt sich durch das Fährtenkreuz nach Konrad Most feststellen. Dazu werden zwei Fährten, jeweils bestehend aus zwei Schenkeln und einem rechten Winkel, gelegt. Hierbei berühren sich die Fährten am rechten Winkel. Der Hund sollte bei der Suche nur der Fährte folgen, auf die er angesetzt wurde, und nicht auf die Verleitungsfährte wechseln.

## Fährte bei der Reitjagd
Bei Jagden zu Pferd hinter Hundemeuten müssen die Hunde eine Fährte über mehrere Kilometer hinweg verfolgen. Bei Parforcejagden entsteht die Fährte durch das Wild. Bei Schleppjagden legt dagegen ein Reiter, Fuchs genannt, die Fährte. Die Schleppe besteht entweder aus den Trittsiegeln des Fuchs-Pferdes oder aus verdünnter Heringslake, Anislösung oder einer ähnlichen Duftstofflösung. Es wird eine gleichmäßig schnelle, laut und geschlossen jagende, spurtreue Meute mit guter Ausdauer angestrebt, die möglichst fremdhundesicher ist.

## Fährte bei der Jagd
Fährtenarbeit ist zudem die waidgerechte Nachsuche des Jägers auf krankes Wild mit dem auf der Schweißfährte abgeführten Jagdhund.